# 沈阳东进篮球俱乐部
沈阳东进篮球俱乐部是中国全国男子篮球联赛（NBL）的一只参赛球队，于2008年成立，由沈阳东进集团投资，主场位于沈阳。2011年退出NBL联赛。
2009年，沈阳东进第一次参加NBL联赛，以小组第4名进入决赛，就取得第5名。但赛季末，中锋武强猝死，在国内体育界引起震动。
2010年，沈阳东进常规赛排名第7，季后赛首轮负于当年冠军江苏同曦。
2011年，沈阳东进在常规赛中一度取得半程冠军，但随后发生“欠薪风波”，球队军心涣散，球队遭遇10连败。最后，常规赛仅排名第6名，季后赛首轮负于四川金强。之后，俱乐部宣布解散一线队，退出NBL联赛。